# 飯田厚蔵
飯田 厚蔵（いいだ こうぞう）は、幕末から明治時代にかけての徳山藩士。諱は端。家格は馬廻で、禄高は150石。

## 生涯
文政12年（1829年）7月5日、徳山藩士の黒川光武の次男として生まれる。飯田以直の養子となり、150石取りの馬廻格となる。
藩校の鳴鳳館で学んだ後に遊学。江戸では大橋訥庵の思誠塾へ入門し、備後福山藩では儒学者である江木鰐水の塾に入門し塾長へと進んだ。その後、徳山藩へ戻った厚蔵は西洋砲術世話方、郡代、評定役等を歴任する。
元治元年（1864年）7月19日の禁門の変の後、徳山藩内においても社稷を守るために藩士の意見が対立し、幕府恭順を唱える「俗論派」と対幕抗戦を説く「正義派」の抗争が起こった。厚蔵は井上快雪、富山源次郎、本多和多理、梅地央、熊谷志登美らと共に「俗論派」に属して藩政を掌握し、徳山七士等「正義派」の諸士を排斥した。
元治元年（1864年）12月15日、長州藩において高杉晋作らによる功山寺挙兵が起こり、慶応元年（1865年）1月の絵堂の戦いによって長州藩の藩論の形勢は逆転した。これにより、長州藩は藩政を改革すると共に、徳山藩に対しても藩論の統一と「俗論派」の追放を迫ったため、厚蔵らは見島への流罪となった。
明治4年（1871年）5月、徳山藩の藩知事・毛利元蕃は廃藩置県に先んじて藩知事を辞任し、その所領を本家の山口藩（長州藩）に返還した。徳山藩の廃藩によって厚蔵は赦免され、徳山で家塾を開いた。
明治9年（1876年）10月、前原一誠らによって萩の乱が起こると、厚蔵は徳山の人士数十人と共に呼応して花岡警察出張所を襲撃したが、官兵に敗北して捕らえられ、大阪の監獄で懲役7年の刑に服することとなった。
明治13年（1880年）6月20日に獄中で病死。享年52。徳山の本正寺に葬られた。